# Гесь Григорій Іванович
Григорій Іванович Гесь (1916 —1968) — радянський військовий льотчик, учасник німецько-радянської та корейської воєн, Герой Радянського Союзу (1951).

## Біографія
Народився 7 квітня 1916 року у селі Васильківка (нині Дніпропетровська область України) у родині робітника. Українець. Після закінчення середньої школи працював завідувачем клубу, бухгалтером.
З 1937 року у РСЧА. Закінчив школу молодших авіаційних спеціалістів.
В 1941 році закінчив Батайську військову авіаційну школу пілотів, був льотчиком-інструктором.
У діючій армії під час німецько-радянської війни з жовтня 1944 року. Здійснив 21 бойовий виліт, у 20-и повітряних боях збив 5 літаків противника.
Після закінчення Другої світової війни, в березні 1946 року потрапив до складу 176-го Гвардійського ВАП (324-я ВАД, Московський військовий округ). З квітня 1947 року виконував обов'язки командира авіаційної ланки. У серпні 1950 року отримав звання військового льотчика 2-го класу, а в жовтні цього року вже став військовим льотчиком 1-го класу і отримав звання старшого лейтенанта. У листопаді 1950 був призначений на посаду заступника командира ескадрильї з льотної частини.
У складі цього полку в грудні 1950 року відбув до урядової відрядження в КНР, брав участь у так званому «наданні інтернаціональної допомоги народам КНР і КНДР» в період війни на Корейському півострові 1950—1953 років в якості заступника командира ескадрильї, потім — командира ескадрильї. За період з квітня 1951 року по лютий 1952 року здійснив близько 120 бойових вильотів за час яких зміг особисто збити 8 літаків противника.
Повернувшись з Китаю, продовжував службу в складі 176-го Гвардійського ВАП (52-я ПВА ППО). У жовтні 1953 майор Гесь був направлений в місто Таганрог на Вищі офіцерські льотно-тактичні курси, які закінчив у листопаді 1953 року і був направлений до складу 196-го ВАП ППО (52-я ПВА ППО) на посаду заступника командира ескадрильї. З листопада 1954 майор Г. І. Гесь призначений на посаду помічника командира з вогневої та тактичної підготовки 196-го ВАП ППО.
З травня 1957 майор Г. І. Гесь в запасі. Жив у місті Електросталь (Московська область). Помер 7 січня 1968 року.

## Звання та нагороди
10 жовтня 1951 року Г. І. Гесу присвоєно звання Героя Радянського Союзу.
Також нагороджений:
- 2-ма орденами Леніна
- 3-ма орденами Червоної Зірки